# Districtul Kolonjë

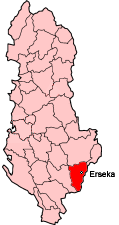
Districtul Kolonjë în Albania

Kolonjë este un district în Albania.
1. 1 2  GeoNames